# Gąbino
Gąbino (kaszb. Gąbino, niem. Gambin) – wieś w Polsce położona w województwie pomorskim, w powiecie słupskim, w gminie Ustka. 
Wieś jest siedzibą sołectwa Gąbino w którego skład wchodzą również Osieki Słupskie, Dominek, Kolonia Gąbino, Żabiniec.
W latach 1975–1998 miejscowość administracyjnie należała do województwa słupskiego.

## Nazwa
Nazwa o genezie słowiańskiej, wywodząca się od przezwiska Gęba z dodanym formantem dzierżawczym -ino w typowej dla Pomorza formie rodzaju nijakiego, odnotowanej w słowińskich gwarach przez Friedricha Lorentza jako Göų̯bjinɵ, Göu̯bjinɵ wraz z nazwami mieszkańców – zarówno z pominiętym formantem -in-: Gą͂bjȯu̯n, Gą͂bjȯu̯nkă „gąbinianin, gąbinianka”, jak i w postaci pełnej: Gą͂bjińȯu̯n, Gą͂bjińȯu̯nkă „ts.”. Nazwa niemiecka jest adaptacją fonetyczną nazwy słowiańskiej.
Rada Języka Kaszubskiego proponuje kaszubską formę Gąbino.

## Części wsi
| SIMC    | Nazwa    | Rodzaj    |
| ------- | -------- | --------- |
| 0752131 | Żabiniec | część wsi |

## Zabytki
- Kościół filialny pw. Najświętszego Serca Pana Jezusa (dawniej ewangelicki, obecnie rzymskokatolicki) wzniesiony w latach 1913–1914 w stylu neogotyckim z cegły, na fundamentach kamiennych[12].

Inne obiekty o znaczeniu historycznym:
- Pałac von Bandamerów, późnoklasycystyczny, murowany, piętrowy, ozdobiony gankiem i zwieńczonym balkonem, z połowy XIX w.[13].
- Park z aleją lipową i kasztanową.

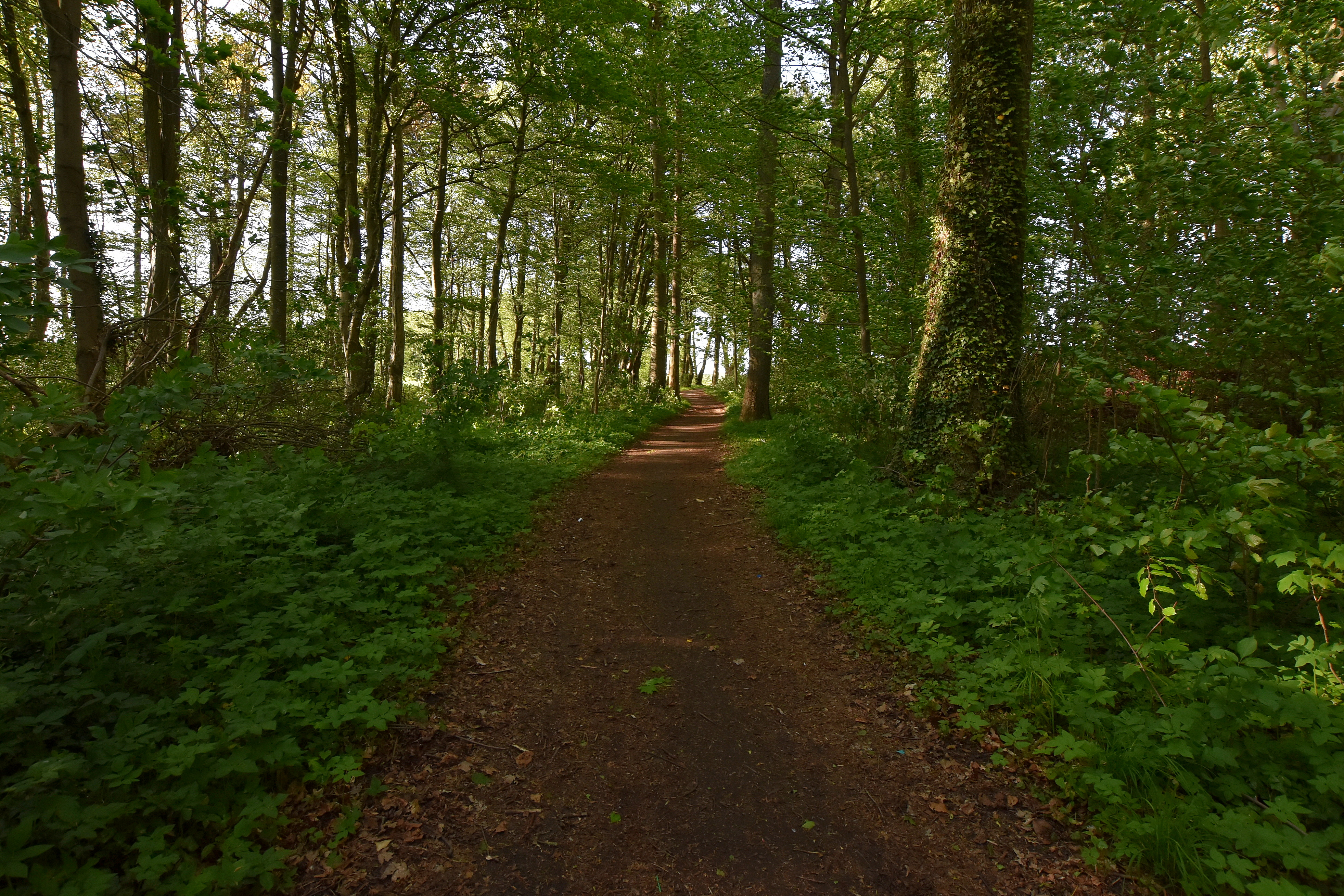
Park przypałacowy
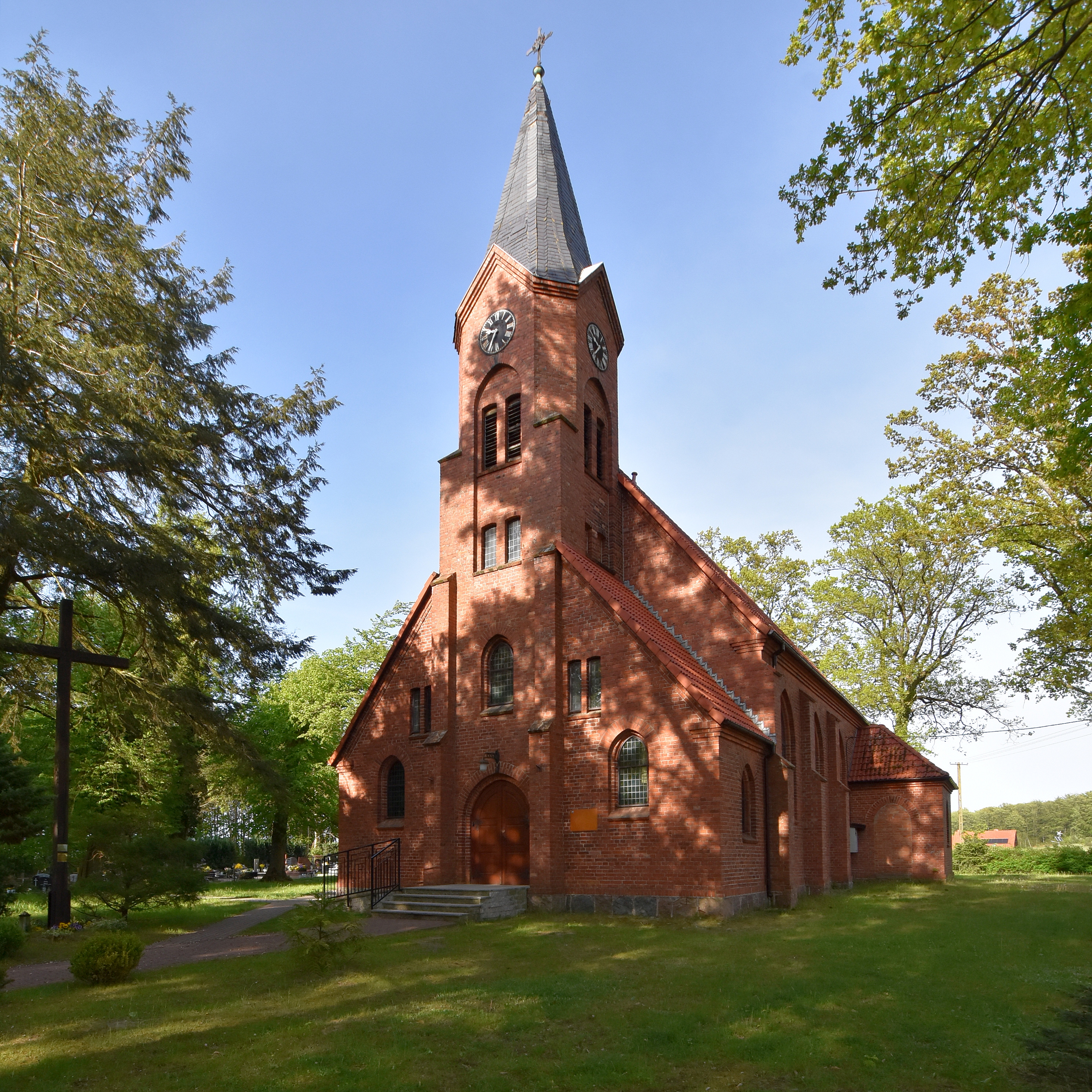
Kościół filialny